# لي بروستر
لي بروستر (بالإنجليزية: Lee Brewster)‏ هو شخصية أعمال أمريكي، ولد في 27 أبريل 1943 في هوناكر في الولايات المتحدة، وتوفي في 19 مايو 2000 في نيويورك في الولايات المتحدة بسبب سرطان.